# That's it
|  | Denne artikel er oprettet af botten Steenthbot ud fra en ekstern database. Den kan derfor have sproglige fejl eller mangler. Denne skabelon kan fjernes efter kontrol af indholdet. |

That's it er en dansk dokumentarfilm fra 2015 instrueret af Ida Maria Roxy Reinhold Bundgaard, Andrea Emilie Lund og Anne Elisabeth Stenspil.

## Handling
I Ghana bliver begravelser fejret som en festlig begivenhed. I et lokalområde i landsby Tegbi, fortæller den lokale præst Mr. Freeman om, hvordan man på traditionel vis giver den afdøde den sidste respekt. Vi ser bedemanden gøre sit bedste for at få liget til at se levende ud igen, og vi følger familiens begravelsesceremoni. Der fejres og sørges over flere dage, mens de pårørende tager deres sidste afsked. That's it!